# Wizex
Wizex är ett dansband, ursprungligen från Osby i Sverige, som funnits i modern tappning sedan 1973.

## Bandets ursprung
Ulrik Wittman bildade en orkester 1957 kallad Ulrik Wittmans Kvintett, som sedan blev Ulrik Wittmans Hammond-sextett. Mona Johansson blev sångerska 1958 och ersattes 1960 av Git Elfwing. Under namnet Ulrik Wittmans Electro-sextett med Git Elfwing spelades i oktober 1961 in en EP med låtarna "Örkelljunga skyttepaviljong", "Livet i Finnskogarna", "La Pachanga" och "Tre betyder trubbel" med Thore Skogman som inspelningschef och konvolut av Cacka Israelsson. 1963 blev Ulrik Wittman utköpt och med sex medlemmar kvar tog gruppen namnet Wizex och det lär ha varit Git Elfwing som kom på det nya namnet.

## Wizex 1963-1973
Git Elfwing förlovade sig 1964 och lämnade Wizex samma år för att få mera tid till hemliv. Hon ersattes 1965-1970 av Pia Gay, vars verkliga namn var Gunnel Olsson. 
Kapellmästare åren 1964-1973 var saxofonisten Krister Martinsson från Tyringe. Tillsammans med Organisten Stig Bengtsson från Hässleholm ledde han Wizex. Sättningen under större delen av denna tid var trumpet tenorsax bas trummor hammondorgel och sång. 
En av två trumpetare, 1967-69 var Jenn Johansson från Hörby, född 1947, som ersatte tidigare trumpetare, från Kalmar Jan Flyghagen,1964-67 

## Wizex efter 1973
1973 köptes namnet Wizex av några ungdomar i Osby med Kikki Danielsson som sångerska. 
Det moderna Wizex började sedan göra albuminspelningar i Växjö , och genombrottet kom 1977 när gruppen medverkade i SVT:s Nygammalt. Samma år sålde albumet Som en sång i 145 000 exemplar. Året därefter medverkade gruppen i den svenska Melodifestivalen 1978 och kom på andra plats, men redan 1977
hamnade man för första gången på Svensktoppen, och då med låten "En vagabond".  Bandet har sedan dess haft en hel del framgångar på denna lista. 1978 släppte bandet två album, Miss Decibel och Carousel, vilka totalt sålde i 510 000 exemplar. De kommande åren blev framgångsrika, med landsomfattande turnéer i Sverige samt försäljningsframgångar.
1979 tillkom Monica Barwén (sedermera Monica Silverstrand), då skivbolaget Mariann Records bestämde sig för att ha två sångerskor i bandet. Detta under en förberedande fas i Kikki Danielssons satsning på solokarriären och karriären i Chips, vilka båda pågick samtidigt. Monica slutade på grund av stämbandsproblem efter två år 1982 och även Kikki lämnade Wizex 1982. Ny sångerska blev Lena Pålsson som medverkade fram till 1997, då Charlotte Nilsson tog vid. När Charlotte Nilsson 1999 oväntat slutade i bandet ersattes hon av Paula Pennsäter. Pennsäter blev dock tvungen att sluta på grund av en stämbandsskada och ersattes i mars 2002 av Jessica Sjöholm, som slutade i bandet 2008.
Övriga tongivande i bandet har varit Danne Stråhed (andresångare) och Henri Saffer (gitarr).
Stora hits med bandet är bland andra "Miss Decibel", "Mjölnarens Iréne", "Om himlen och Österlen" och "Tusen och en natt".
Albumet Tusen och en natt såldes i 235 000 exemplar.
1979 tilldelades Wizex Aftonbladets Rockbjörnen för "Årets bästa dansband", den enda gången som denna kategori varit med. 1999 vann man tävlingen Dansbandslåten, som sändes direkt i TV 4, med melodin "Djupa vatten". År 2000 släppte man albumet Om du var här, som 2001 var nominerat till en Grammis.
2006 tog rutinerade Anna Sköld från skånska Osby över som sångare. Sköld hade tidigare medverkat i Sikta mot stjärnorna som Carola med "Främling", serverat och showat på Wallmans Salonger i Stockholm och även körat i Melodifestivalen bakom Alcazar och Shirley Clamp. Första albumet blev Wizexponerad. År 2008 lämnade trummisen Jonas Stålhammar bandet, och ersattes av Allan Dittrich från bland annat Dannys och Dynamo.
Albumet Innan det är försent släpptes 25 maj 2010 på nybildade skivbolaget Neptun. Den har 13 spår med bland andra Jessica Anderssons långliggare på Svensktoppen, "Wake Up", men här på svenska. Likaså finns Lars Winnerbäcks "Om du lämnade mig nu" på skivan. Den första singeln "En kick igen" har spelats flitigt på radion.[källa behövs]
Bandet deltog under hösten 2010 i Dansbandskampen.

## Medlemmar sedan starten

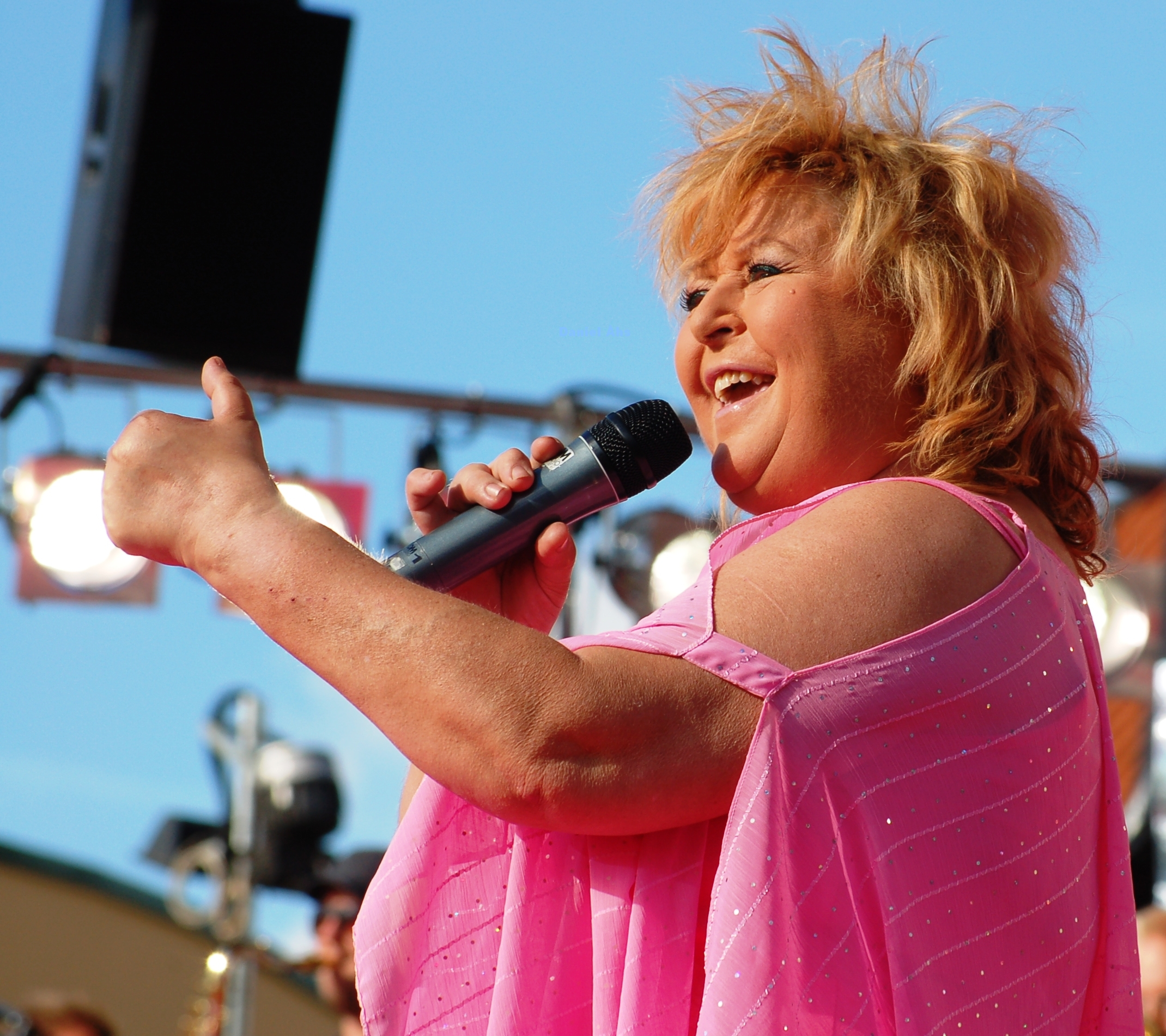
Kikki Danielsson var bandets sångerska 1973–1982

| Sångerska          | År                   | Bi-instrument                                |
| ------------------ | -------------------- | -------------------------------------------- |
| Mona Johansson     | 1958-1960            |                                              |
| Git Elfwing        | 1959-1964            |                                              |
| Pia Gay            | 1965-1970            |                                              |
| Kikki Danielsson   | 1973-1982            | dragspel                                     |
| Monica Barwén      | 1979-1982            |                                              |
| Lena Pålsson       | 1982-1997            | keyboards                                    |
| Charlotte Nilsson  | 1997-1999            |                                              |
| Paula Pennsäter    | 1999-2001, 2004-2006 |                                              |
| Jessica Sjöholm    | 2001-2008            |                                              |
| Anna Sköld         | 2006-2019            | Klaviatur, percussion, gitarr                |
| Lina Wägbo         | 2011                 |                                              |
| Git Persson        | 2021-                | Klaviatur, dragspel, gitarr                  |
| Sångare            |                      |                                              |
| Tommy Stjernfeldt  | 1972-1983            | gitarr                                       |
| Danne Stråhed      | 1983-1996            | gitarr, dragspel, keybord, munspel, mandolin |
| Per-Ola Sandberg   | 2006-2009            | bas                                          |
| Thomas Lindberg    | 2009-                | gitarr                                       |
| Trummor            |                      |                                              |
| Benny Persson      | 1957-                |                                              |
| Walter Bengtsson   | 1957-1959            |                                              |
| Charlie Nilsson    | 1960-1961            |                                              |
| Ulf Rosenstråhle   | 1961-1965            |                                              |
| Sten Gromark       | 1967-1970            |                                              |
| Jerker Nilsson     | 1972-2003            |                                              |
| Jonas Stålhammar   | 2003-2008            |                                              |
| Allan Dittrich     | 2008-2019            |                                              |
| Klaviatur          |                      |                                              |
| Stig Bengtsson     | 1963-19??            |                                              |
| Lars Hagelin       | 1973-1989            |                                              |
| Eric Iversen       | 1989-                | dragspel, gitarr                             |
| Bas                |                      |                                              |
| Lars Nordh         | 1957-1965            |                                              |
| Krister Martinsson | 1967-1972            |                                              |
| Mats Nilsson       | 1972-1991            |                                              |
| Thomas Wennerström | 1991-2003, 2016-2019 |                                              |
| Stefan Andersson   | 2003-2004            |                                              |
| Per-Ola Sandberg   | 2005-2009            |                                              |
| Dan Andersson      | 2009-2016            |                                              |
| Gitarr och saxofon |                      |                                              |
| Tommy Karlsson     | 1972-1984, 2005-     |                                              |
| Henri Saffer       | 1984-1994, 1996-2000 | keyboards                                    |
| Jörgen Sonemalm    | 1995-2003            | sång                                         |
| Gitarr             |                      |                                              |
| Ulrik Wittman      | 1957-1963            |                                              |
| Michael Saxell     | 1994                 |                                              |
| Jörgen Lindahl     | 2003-2005            |                                              |
| Kapellmästare      |                      |                                              |
| Ulrik Wittman      | 1957-1963            |                                              |
| Mats Nilsson       | 1972-1991            |                                              |
| Lena Pålsson       | 1991-1997            |                                              |
| Eric Iversen       | 1997-                |                                              |

## Diskografi

### Studioalbum
- Skratta och le (1974)
- Rusar vidare (1975)
- Har du glömt? (1976) (guldskiva)
- Som en sång (1977) (guldskiva)
- Miss Decibel (1978) (guldskiva)
- Carousel (1978) (guldskiva)
- Some Girls & Trouble Boys (1979) (guldskiva)
- You Treated Me Wrong (1980) (guldskiva)
- Nattfjäril (1982) (guldskiva)
- Julie (1983) (guldskiva)
- Det är dej jag väntar på (1984)
- Ska du komma loss? (1985) (guldskiva)
- Dansa i månens sken (1987) (guldskiva)
- Mjölnarens Iréne (1988) (guldskiva)
- Vägen hem (1989) (guldskiva)
- Spanska ögon (1990)
- Jag kan se en ängel (1992)
- Vår hemmagjorda dansmusik (1993)
- Julafton hemma (1993)
- Varma vindar (1995)
- Några enkla rader (1997)
- Mot nya mål (1998)
- Tusen och en natt (1999) (guldskiva)
- Om du var här (2000)
- Wizexponerad (2006)
- Innan det är för sent (2010)
- Simsalabim (2012)
- Schlagers på väg (2014)
- Nu börjar det likna jul (2015)
- Game set & match (2016)

### Samlingsalbum
- Wizex bäzta (1979)
- Greatest Hits (1980)
- Bugga loss med Wizex (1987)
- Jubileumsdans 6 - 14 dansmelodier (1991)
- Musikparaden (1992)
- Wizex med Lena Pålsson & Kikki Danielsson (1995)
- Jorden snurrar (1997)
- Guldkorn (2002)
- Guldkorn vol.1 (2008)
- Guldkorn vol.2 (2008)
- Upp till dans (2009) (CD15: Upp Till Dans 15: Wizex (18-21 juni 2009))
- 40 år i folkparkens tjänst (2013, nyinspelningar)

### Andra skivor
- Jag måste ge mej av (1992)
- Samma ensamma jag (1997)
- Place de Trocadero (1997)
- Morgonsol (1990)

### Singlar
- Har du glömt (1976)
- Är det inte så (Ain't That Just the Way)/Living Next Door to Alice(1977)
- Miss Decibel (1978)
- En tokig sång (A Silly Song)/Come on over (1978)
- El Lute/Some Girls (1979)
- That'll Be the Day (1979)
- You Treated Me Wrong/Xanadu (1980)
- Var ska vi sova i natt/Cerena (1982)
- Det är dej jag väntar på (1985)
- Johnny, Johnny/Leva ett liv (1986)
- Dans med en främling/Med vinden i mitt hår (1987)
- Som en symfoni/Blommiga Maj (1988)
- Vägen hem/Jag är en ung godtemplartjej (1989)
- Jag är en ung godtemplartjej/Som en symfoni (1989)
- Flickan, jägarn och priset/Jag är en ung godtemplartjej (1989)
- Swingkick/Cigarettes  (1990)
- Inga bekymmer/Adjö min vän (1991)
- Jag måste nå min ängel (Gonna Find My Angel)/Adjö min vän (1991)
- Juletid/Jul i vinterland (1991)
- Jag kan se en ängel/Det faller ett regn (1992)
- Tiden går/Jag måste nå min ängel (Gonna Find My Angel) - (1992)
- Lycklig igen (1992)
- Sjunde himlen (1993)
- Tack för i dag (1993)
- Ta en enkel ut och res/Ingen är så underbar (1993)
- Länge leve kärleken/En gång till (1994)
- varma vindar och blåa hav/Vill du(1995)
- Kom till mig/På en liten ö i havet  (1996)
- Place de Trocadero/Just med dig (1996)
- Din för alltid/Halva vägen (1997)
- I stormens öga (1998)
- Djupa vatten/Halva vägen var/Djupa vatten (instrumental) (1999)
- Dagen e' idag (Sha la la la) (2006)
- Jag har en vän (2006)
- Världens högsta berg (2008)
- Önskar julen kommer varje dag! (2008)
- En kick igen (2010)
- Du är allt för mig (2011)
- Simsalabim (2012)
- Fredagskväll i parken/Skicka ett SMS (2013)
- Jag tror på dej (2015)
- Jag ger dig mitt hjärta (2016)
- Vackert så - inofficiella pridelåten (2017)
- Lite gammalt lite nytt (2021)

### DVD-VHS
- Julafton hemma (1993)
- Mjölnarens Irene (1990, 2007)
- På väg till Malung (release 14 mars 2012)

### Medverkan i Melodifestivalen
- 1978 - Miss Decibel
- 1992 - Jag kan se en ängel
- 1993 - Sjunde himlen (enbart Lena Pålsson)
- 1999 - Tusen och en natt (enbart Charlotte Perrelli)

## Melodier på Svensktoppen
- En Vagabond - 1977
- Miss Decibel - 1978
- Om en stund - 1978
- Se dig i din spegel 1979
- Oh Sussie -1979
- Sommarnatt - 1980
- Mjölnarens Irene - 1988
- Vägen hem -1989
- En del av Mig -1990
- Jag kan se en ängel - 1992
- Länge leve Kärleken -1994
- Halva vägen -1997
- I stormens öga - 1998
- Men så viskade en fågel - 1998
- Tusen o en natt - 1999

## Missade Svensktoppen
- Place de trocadero - 1997
- Lika ung i hjärtat än - 1998
- Gör min Himmel blå 1998
- Vem följer med vem- 1999
- Djupa vatten - 1999
- Om du var här - 2000
- Vi kan sväva -2000
- Öppet hav- 2000
- En kick igen- 2010
- Lite gammalt lite nytt - 2021

## Medverkan i Radio och TV

### Radio
- 12 juni 1984, Lunchmusik live SR P3, Ronneby Brunn, Ronneby
- 5 oktober 1985: I afton dans, SR P3; Mora, Folketspark[13]
- 24 oktober 1987: I afton dans, SR P3; Kalmar, Sandra[14]
- 19 november 1988: I afton dans, SR P3; Lycksele, Medborgarhuset[15]
- 16 februari 1991: I afton dans, SR P3; Göteborg, Rondo[16]
- 15 augusti 1992: I afton dans, SR P3; Svärdsjö, Mannes loge[17]
- 14 januari 1995: I afton dans, SR P4; Munka Ljungby, Ekebo[18]
- 12 oktober 1996: I afton dans, SR P4; Tomelilla, Tingvalla[19]
- 14 februari 1998: I afton dans, SR P4; Härnösand[20]
- 8 april 2000: I afton dans, SR P4; Eringsboda, Brunn[21]
- 31 augusti 2002: I afton dans, SR P4; Värestorp, FP[22]
- 15 september 2006: Kalas, SR P4, Helsingborg, Sundspärlan[23]

### TV
- ? 1977 - Nygammalt, SVT
- 11 februari 1978 - Melodifestivalen, SVT1
- 4 april 1987 - Lördans, SVT1
- 4 november 1990 - Hasse med Vänner, SVT1
- 1992 - Café Norrköping, SVT1
- 4 oktober 1992 - Hänts Meloditävling, TV4
- 26-29 april 1993 - Solsta Café, SVT2
- 1 mars-4 mars 1994 - Solsta Café, SVT2[24][25][26][27]
- 23 april 1995 - Hänts Meloditävling TV4
- 9-12 januari 1996 - Solsta Café, SVT2[28][29][30][31]
- 2 maj 1998 - Lördans, SVT2[32]
- 14 juli 1999, Solsta Café, SVT2
- 12 oktober–13 november 2010 - Dansbandskampen, SVT
- 10 september 2016 - Tack för dansen, TV4[33]
- 27 juli 2017 - TV4 Nyhetsmorgon
- 29 augusti 2021 - TV4 nyhetsmorgon

#### Bingolotto TV4 och TV7
- 9 april 1994[34]
- 8 april 1995[35]
- 20 april 1996[36]
- 8 mars 1997
- 7 mars 1998[37]
- 20 mars 1999[38]
- 15 januari 2000
- 17 oktober 2010[39]
- 18 maj 2014[40]
- 13 december 2015[41]
- 30 oktober 2016[42]
- 3 december 2017[43]
- 26 september 2021[44]